# ديفينسور سبورتينغ
نادي ديفينسور سبورتينغ (بالإنجليزية: Defensor Sporting Club) هو نادي كرة قدم أوروغواياني ويلعب في دوري الدرجة الممتازة. تم تأسيس النادي في سنة 1913 تحت اسم نادي أتليتيكو ديفينسور. يلعب الفريق مبارياته على ملعب لويس فرانزيني في العاصمة مونتيفيديو.
يعد النادي الثالث في الأوروغواي من حيث عدد الألقاب بمجموع 24 لقب، ويتفوق عليه فقط بينارول وناسيونال مونتيفيديو. كان أفضل أداء للنادي على المستوى الدولي في عام 2014، عندما وصل إلى الدور نصف النهائي من بطولة كوبا ليبرتادوريس، وخسر في النهاية أمام ناسيونال أسونسيون بنتيجة 2-1 في مجموع المباراتين. وفاز ببطولة أوروغواي أربع مرات: في أعوام 1976، 1987، 1991، و2008 . كان فوزهم باللقب عام 1976 حدثًا بارزًا بشكل خاص في تاريخ كرة القدم في أوروغواي لأنه أنهى 44 عاماً من هيمنة ناسيونال وبينارول.

## تاريخ
تأسس النادي في 15 مارس 1913، باسم نادي أتلتيكو ديفينسور، وتم تغيير اسمه في عام 1989 إلى نادي ديفينسور الرياضي بعد اندماجه مع نادي سبورتينغ أوروغواي . ولعبوا في أول موسم دوري احترافي في الأوروغواي في عام 1932.
فاز نادي ديفينسور بالعديد من البطولات التأهيلية (ما قبل الدوري) لكأس ليبرتادوريس ومثّل الأوروغواي في العديد من المناسبات الدولية. ويعتبر أحد الفرق التي تُخرج وتطور العديد من اللاعبين في الأوروغواي الذين أصبحوا لاعبين ناجحين خارج البلد، حيث أخرج لاعبين مثل خورخي دا سيلفا، سيرخيو دانييل مارتينيز، سيباستيان أبرو،، مارسيلو تيخيرا، داريو سيلفا، غونزالو فارغاس، دييغو "روسو" بيريز، نيكولاس. أوليفيرا، مارتن كاسيريس، ماكسي بيريرا، ألفارو غونزاليس، وتاباري فيوديز.

## الملعب
يلعب نادي ديفينسور مبارياته على أرضه في ملعبه الخاص المسمى ملعب لويس فرانزيني والذي يتسع لـ 18 ألف متفرج. تم افتتاح الملعب في 31 ديسمبر 1963، ويقع في باركي رودو ‏، مونتيفيديو .

## وصلات خارجية
- الموقع الرسمي